# Дмитровка (Бородянский район)
Дми́тровка (укр. Дмитрівка; до 2016 г. Жовтне́вое, до 1941 г. Го́лое) — село, входит в Бородянский район Киевской области Украины.
Население по переписи 2001 года составляло 239 человек. Почтовый индекс — 07841. Телефонный код — 8-04477. Занимает площадь 0,018 км². Код КОАТУУ — 3221081501.

## Местный совет
07841, Киевская обл., Бородянский р-н, с. Дмитровка, ул. Краснознамённая, 78